# Chasan Zangijew
Chasan Dżambotowicz Zangijew (ros. Хасан Джамботович Зангиев; ur. 21 października 1954; zm. 2000) – radziecki zapaśnik startujący w stylu wolnym.
Srebrny medalista mistrzostw Europy w 1977. Pierwszy w Pucharze Świata w 1979 roku.
Wicemistrz ZSRR w 1976 roku.